# Campeonato Sudamericano 1923/Spiele
Diese Seite ist eine Unterseite zum Artikel Campeonato Sudamericano 1923, der über dieses Turnier für Fußballnationalmannschaften Südamerikas informiert.
| Pl. | Land        | Sp. | S | U | N | Tore    | Diff. | Punkte |
| --- | ----------- | --- | - | - | - | ------- | ----- | ------ |
| 1.  | Uruguay     | 3   | 3 | 0 | 0 | 006:100 | +5    | 06:0   |
| 2.  | Argentinien | 3   | 2 | 0 | 1 | 006:600 | ±0    | 04:20  |
| 3.  | Paraguay    | 3   | 1 | 0 | 2 | 004:600 | −2    | 02:40  |
| 4.  | Brasilien   | 3   | 0 | 0 | 3 | 002:500 | −3    | 0:60   |

## Argentinien – Paraguay 4:3 (1:1)
| Argentinien                                     | Argentinien | Paraguay | Paraguay |
| ----------------------------------------------- | --- | --- | -------- |
| Argentinien                                     | \| 29. Oktober 1923 in Montevideo (Parque Central) \| \| Zuschauer: 20.000 \| \| Schiedsrichter: Angel Minoli ( Uruguay) \| | \| 29. Oktober 1923 in Montevideo (Parque Central) \| \| Zuschauer: 20.000 \| \| Schiedsrichter: Angel Minoli ( Uruguay) \| | Paraguay |
| Argentinien                                     | Tesoriere – Bidoglio, Iribarren – Médici, Vaccaro, Solari – Loizo, De Miguel, Saruppo, Aguirre, Onzari                      | Denis – Mena-Porta, Paredes – Centurión-Miranda, Diáz, – Miranda, Zelada, I. López, Rivas, Fretes                           | Paraguay |
| Argentinien                                     | 1:1 Saruppo (18.) 2:2 Aguirre (58.) 3:3 Aguirre (77.) 4:3 Aguirre (86.)                                                     | 0:1 Rivas (10.) 1:2 Zelada (49.) 2:3 Fretes (65.)                                                                           | Paraguay |
| 29. Oktober 1923 in Montevideo (Parque Central) | | |          |
| Zuschauer: 20.000                               | | |          |
| Schiedsrichter: Angel Minoli ( Uruguay)         | | |          |

## Uruguay – Paraguay 2:0 (1:0)
| Uruguay                                         | Uruguay | Paraguay | Paraguay |
| ----------------------------------------------- | --- | --- | -------- |
| Uruguay                                         | \| 4. November 1923 in Montevideo (Parque Central) \| \| Zuschauer: 20.000 \| \| Schiedsrichter: Servando Pérez ( Argentinien) \| | \| 4. November 1923 in Montevideo (Parque Central) \| \| Zuschauer: 20.000 \| \| Schiedsrichter: Servando Pérez ( Argentinien) \| | Paraguay |
| Uruguay                                         | Casella – Nasazzi, Uriarte – Andrade, Vidal, Ghierra – Pérez, Scarone, Cea, Petrone, Somma                                        | Recalde – Mena-Porta, Paredes – Centurión-Miranda, Díaz, Capdevila – Elizeche, Zelada, I. López, Rivas, Fretes                    | Paraguay |
| Uruguay                                         | 1:0 Scarone (11.) 2:0 Petrone (88.)                                                                                               | | Paraguay |
| 4. November 1923 in Montevideo (Parque Central) | | |          |
| Zuschauer: 20.000                               | | |          |
| Schiedsrichter: Servando Pérez ( Argentinien)   | | |          |

## Brasilien – Paraguay 0:1 (0:0)
| Brasilien                                        | Brasilien | Paraguay | Paraguay |
| ------------------------------------------------ | --- | --- | -------- |
| Brasilien                                        | \| 11. November 1923 in Montevideo (Parque Central) \| \| Zuschauer: 15.000 \| \| Schiedsrichter: Servando Pérez ( Argentinien) \| | \| 11. November 1923 in Montevideo (Parque Central) \| \| Zuschauer: 15.000 \| \| Schiedsrichter: Servando Pérez ( Argentinien) \| | Paraguay |
| Brasilien                                        | Nélson – Pennaforte, Alemão – Mica, Nesi, Dino I – Paschoal, Torteroli, Coelho, Amaro                                              | Denis – Gerostiaga, Nessi – Centurión-Miranda, Díaz, Capdevila – O. López, Zelada, I. López, Rivas, Fretes                         | Paraguay |
| Brasilien                                        | 0:1 I. López (56.) | | Paraguay |
| 11. November 1923 in Montevideo (Parque Central) | | |          |
| Zuschauer: 15.000                                | | |          |
| Schiedsrichter: Servando Pérez ( Argentinien)    | | |          |

## Argentinien – Brasilien 2:1 (1:1)
| Argentinien                                      | Argentinien | Brasilien | Brasilien |
| ------------------------------------------------ | --- | --- | --------- |
| Argentinien                                      | \| 18. November 1923 in Montevideo (Parque Central) \| \| Zuschauer: 15.000 \| \| Schiedsrichter: Miguel Barba ( Paraguay) \| | \| 18. November 1923 in Montevideo (Parque Central) \| \| Zuschauer: 15.000 \| \| Schiedsrichter: Miguel Barba ( Paraguay) \| | Brasilien |
| Argentinien                                      | Cancino – Bidoglio, Iribarren – Médici, Vaccaro, Solari – Loizo, De Miguel, Saruppo, Aguirre, Onzari                          | Nélson – Pennaforte, Alemão – Mica, Nesi, Soda – Paschoal, Zezé I, Nilo, Mário Seixas, Amaro                                  | Brasilien |
| Argentinien                                      | 1:0 Onzari (11.) 2:1 Saruppo (76.)                                                                                            | 1:1 Nilo (15.) | Brasilien |
| 18. November 1923 in Montevideo (Parque Central) | | |           |
| Zuschauer: 15.000                                | | |           |
| Schiedsrichter: Miguel Barba ( Paraguay)         | | |           |

## Uruguay – Brasilien 2:1 (0:0)
| Uruguay                                          | Uruguay | Brasilien | Brasilien |
| ------------------------------------------------ | --- | --- | --------- |
| Uruguay                                          | \| 25. November 1923 in Montevideo (Parque Central) \| \| Zuschauer: 20.000 \| \| Schiedsrichter: Servando Pérez (( Argentinien)) \| | \| 25. November 1923 in Montevideo (Parque Central) \| \| Zuschauer: 20.000 \| \| Schiedsrichter: Servando Pérez (( Argentinien)) \| | Brasilien |
| Uruguay                                          | Casella – Nasazzi, Uriarte – Andrade, Vidal, Ghierra – Pérez, Scarone, Cea, Petrone, Somma                                           | Nélson – Pennaforte, Alemão – Mica, Nesi, Soda – Paschoal, Zezé I, Nilo, Mário Seixas, Amaro                                         | Brasilien |
| Uruguay                                          | 1:0 Petrone (56.) 2:1 Cea (75.) | 1:1 Nilo (59.) | Brasilien |
| 25. November 1923 in Montevideo (Parque Central) | | |           |
| Zuschauer: 20.000                                | | |           |
| Schiedsrichter: Servando Pérez (( Argentinien))  | | |           |

## Uruguay – Argentinien 2:0 (1:0)
| Uruguay                                                 | Uruguay | Argentinien | Argentinien |
| ------------------------------------------------------- | --- | --- | ----------- |
| Uruguay                                                 | \| 2. Dezember 1923 in Montevideo (Parque Central) \| \| Zuschauer: 22.000 \| \| Schiedsrichter: Antônio Carneiro de Campos ( Brasilien) \| | \| 2. Dezember 1923 in Montevideo (Parque Central) \| \| Zuschauer: 22.000 \| \| Schiedsrichter: Antônio Carneiro de Campos ( Brasilien) \| | Argentinien |
| Uruguay                                                 | Casella – Nasazzi, Uriarte – Andrade, Vidal, Ghierra – Pérez, Scarone, Cea, Petrone, Somma                                                  | Tesoriere – Bidoglio, Iribarren – Médici, Vaccaro, Solari – Loizo, De Miguel, Saruppo, Aguirre, Onzari                                      | Argentinien |
| Uruguay                                                 | 1:0 Petrone (28.) 2:0 Somma (88.) | | Argentinien |
| 2. Dezember 1923 in Montevideo (Parque Central)         | | |             |
| Zuschauer: 22.000                                       | | |             |
| Schiedsrichter: Antônio Carneiro de Campos ( Brasilien) | | |             |